# 패밀리 극장
패밀리극장은 주식회사 패밀리극장이 운영하는, 주로 일본의 텔레비전 드라마, 애니메이션, 특촬등을 24시간 방송하는 전문 채널이다. 통칭은 패밀리극장.
스카파! 프리미엄 서비스, 스카파!(도쿄 110도 CS방송), 케이블 TV, 히카리 TV 등에 프로그램 공급을 실시하고 있다.도호쿠신샤그룹 산하로 주요 주주는 도에이, 도호, 반다이남코그룹 등이다.

## 개요
토호쿠 신사를 중심으로 설립(2005년에 자회사화가 됨)되어 1996년 1월 1일에 방송 개시.개국 당초부터 2001년까지는 「드라마·애니메이션·버라이어티닛폰의 텔레비전 탐험 채널」을 캐치 카피로, 하루 22시간의 방송으로, 드라마, 애니메이션, 특촬, 사극 등 장르, 제작사, 방송국을 불문하고 편성.방송 개시 당초에는 경쟁 채널이 거의 없었던 적도 있어, 제작사를 한정하지 않는 개방적인 프로그램 편성을 목표로 했지만, 개국 후 한동안은 토호 제작의 드라마(37층의 남자), 프로파이터, 검은 머리의 도모코 등)를 반복 방송하고 있던 시기가 있었다.
점차 방송 프로그램의 편수가 증가해 온 1997년경부터는 각 장르별로 경쟁하는 채널수도 늘어났기 때문에 과거 민영방송의 프로그램을 많이 재방송하는 CS채널이라는 개국 때의 채널 컨셉트를 수정할 필요가 있었다.퍼펙TV! 개국부터 디렉TV 말기에는 주로 주요 주주인 토에이, 토호, 일본 애니메이션과 같은 각 회사의 작품을 중심으로 편성하게 된다.
2000년 5월에는 각 장르를 시간대 나눈 존 편성이 되어, 각 프로그램 틀에는 「나도 엄마도 열중!/ 오토나가 열중! 애니메이션&히어로 아워, 국민적 대박!/ 보물발견! 드라마 아워, 참바라반자이! 사극 아워, 다들 너무 좋아! 예능 아워 등으로 제목이 분류된다.이후 2002년 가을 개편에서 생활시간대에 따른 편성이 되며, 예를 들어 새벽 6:00-7:00를 노인의 생활시간대로 '일찍 일어나는 시니어 아워'로 하여 사극을 방송하는 식으로 편성하게 된다.
2001년 5월부터 24시간 방송되며 캐치카피도 드라마 애니메이션 버라이어티 24시간 골든타임 채널로 변경된다.2002년 7월부터 본 채널에서는 최초의 오리지널 애니메이션 「최종병기 그녀」의 방송을 시작한 것을 계기로, 오리지널 작품의 제작이나, 신작의 편성도 실시하게 되었다.이후 「애니메이션 기획 대상」수상 작품 「풍인 이야기」를 PPV로 특별 방송하거나 최근에는 「AKB48 네신 TV」 등과 같은 자사 오리지널의 버라이어티 프로그램이나 「긴급 검증! 시리즈 제○탄」이라고 하는 스페셜 프로그램도 방송하고 있다.애니메이션을 제외한 오리지널 프로그램은 모회사인 토호쿠신사가 제작하고 있어 프로그램이나 홈페이지 등에서 표기되는 저작권은 「패밀리 극장」이 아니라 「©토호쿠신사」가 된다.
2003년부터 츠부타니 프로덕션 제작의 울트라 시리즈를 CS에서 최초로 방송한 것 외에 2004년 이후에는 NHK에서 방송한 프로그램(「아침의 연속 텔레비전 소설」, 「NHK 대하드라마」, 「할 수 있을까」, 「코미디 오에도입니다」 등)의 방송도 증가.2009년부터 텔레비전 방송 여명기의 작품이나, 과거에 본 채널에서 방영된 작품을 뉴 프린트나 HD 리마스터등의 디지털 리메이크를 해 재방송되고 있는 작품도 많다.
이후 2000년대 후반 이후 토요일 밤 19시부터 24시 교대로 형사 드라마만 편성하는 '데카극장', 일요일 밤 8시 대에 '드리프 대폭소'를 방송하는 '8시야! 일요 드리프 골목' 등 각 시간대에 특정 장르로 좁힌 편성이 이뤄지게 된다.현재는 주로 평일 밤 9시, 11시 틀에 각 요일마다 내용이 다른 벨트 편성 틀을 마련하고 있다(현재의 기본 편성에 대해서는 이쪽을 참조). 또 현재는 주로 「네신 TV」를 방송하고 있는 일요일 저녁 시간대에 AKB48의 라이브나 관련 프로그램을 편성하고 있는 것 외에 부정기로 공휴일 등에 AKB48 그룹의 특집 기획을 장시간 편성하기도 한다.
또, 2010년대 이후는 니혼TV 계열에서 과거에 방송된 프로그램을 중심으로 방송하는 일도 많다.2012년 이후에는 『더 탑텐』, 『천재 타케시의 힘이 나는 TV!!』 등의 프로그램이 방송되고 있는 것 외에 최근에는 『미국 횡단 울트라 퀴즈』의 집중 편성을 시작으로 『목요 스페셜』에서 방송한 작품을 방송하는 일이 있다.이 밖에 미디어 믹스 재팬(MJ)이 과거에 제작한 텔레비전 드라마의 방송에도 적극적이며, 「특명 계장 타다노 히토시 시리즈」(TV 아사히)나 「팀 바티스타 시리즈」, 「히미츠의 화원」(칸사이 TV)등의 작품이 방송되고 있다.
이밖에 연말연시와 황금연시를 중심으로 매번 주제가 다른 24시간 특집 편성을 진행하기도 한다.
데이터 방송에서는 다른 스카파! 채널은 '스카파! 봐봐 서포터 안내'로 되어 있는데, 해당 채널에서는 기상정보·주의보 최신정보를 상시 방송하고 있다.

## 주요 프로그램
주요 주주인 도에이, 도호를 비롯해 마루타니 프로덕션, 국제 방영, 일본 애니메이션, 이자와 오피스 등에서 제작된 작품을 중심으로 편성하고 있다.주요 민방(니혼TV계열, TV아사히계열, TBS계열, TV도쿄계열, 후지TV계열)과 NHK에서 방송된 프로그램을 비롯해 자사 오리지널 작품도 많이 방송하고 WOWOW나 독립국에서 방송된 작품도 방송한다.